# San'yūtei Enchō
San'yutei Enchō (初代 三遊亭 圓朝(円朝), Shodai San'yūtei Enchō), né Jirokichi Izubuchi (出淵 次郎吉, Izubuchi Jirokichi), 1er avril 1839 – 11 août 1900, est un auteur et interprète du spectacle rakugo de la fin de l'époque d'Edo et du début de l'ère Meiji. Ses œuvres comptent parmi les classiques de la littérature d'horreur japonaise, Kaidan botan dōrō (inspiré de Botan Dōrō (牡丹灯籠, « La Lanterne pivoine ») et Kaidan Kasane ga Fuchi (qui sert d’inspiration à nombre de films japonais d'horreur).

## Source de la traduction
- (en) Cet article est partiellement ou en totalité issu de l’article de Wikipédia en anglais intitulé « San'yūtei Enchō » (voir la liste des auteurs).